# 利伯蒂县 (佛罗里达州)
利伯蒂縣（英語：Liberty County）是位於美国佛罗里达州西北部的一個縣，面積2,184平方公里。根據美国人口普查局2020年統計，共有人口7,974人，是該州人口最少的縣，比第二少的拉法葉郡少一人。縣治布里斯托爾（Bristol）。該縣成立於1855年12月5日。
本縣為一禁酒的縣。